# Góry Bhutanu

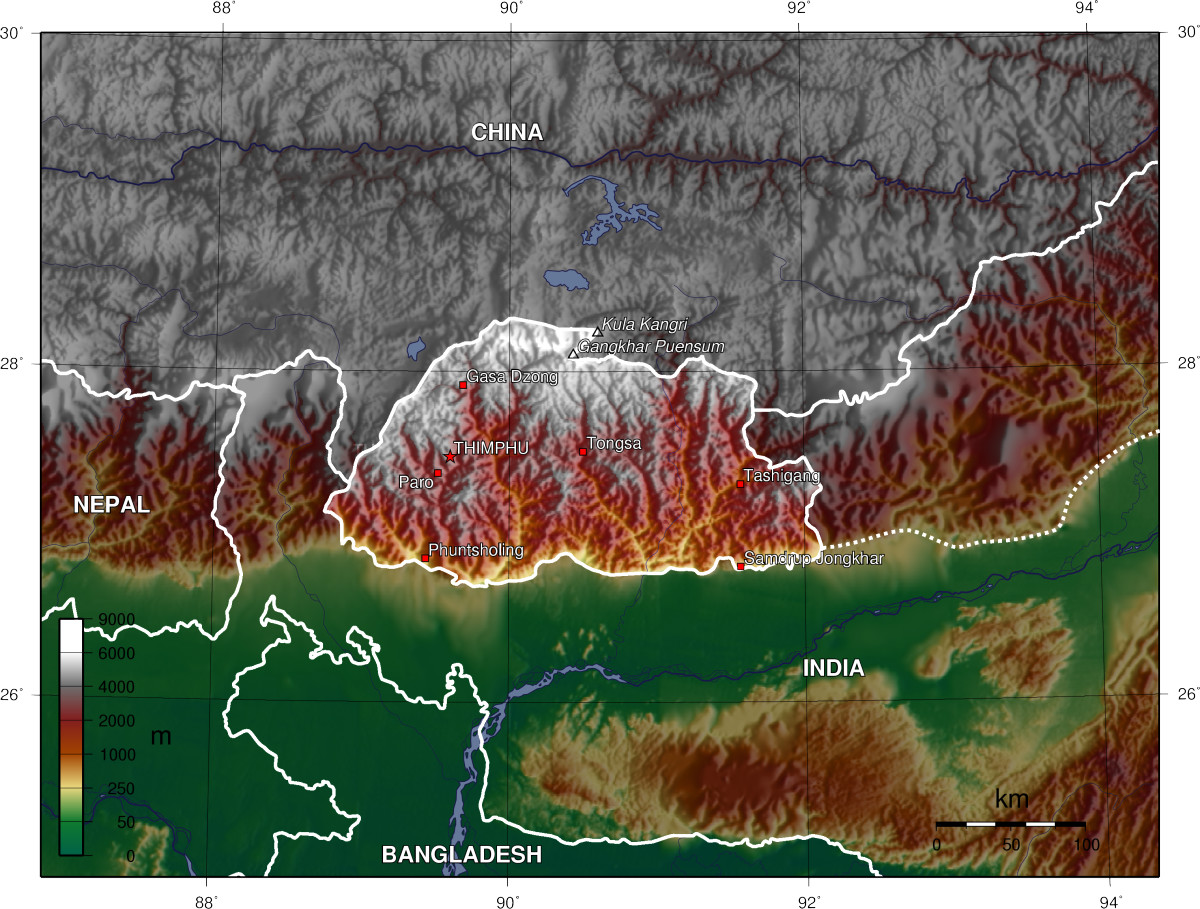
Mapa topograficzna Bhutanu

Góry są w Bhutanie głównymi formami ukształtowania terenu. Bhutan znajduje się niemalże w całości na obszarze wschodnich Himalajów i charakteryzuje się jednymi z największych wysokości względnych na świecie. Wysokości wahają się tam od 160 do przeszło 7500 m n.p.m. W niektórych przypadkach w odległości około 100 kilometrów od siebie znajdują się punkty położone na wysokościach różniących się nawet o 7000 metrów. Najwyższym szczytem Bhutanu jest Gangkhar Puensum o wysokości 7570 m n.p.m., zlokalizowany w pobliżu granicy z Chinami. Dwadzieścia innych szczytów osiąga wysokości powyżej 7000 m n.p.m.
Góry w Bhutanie są częścią trzech podstawowych fragmentów Himalajów: Himalajów Wysokich, Himalajów Małych i Himalajów Zewnętrznych (Siwalik). Himalaje Wysokie zajmują północny obszar kraju i ciągną się na granicy z Chinami. Składają się na nie szczyty o wysokościach od 5500 do ok. 7500 m n.p.m. Występują tam liczne lodowce górskie, zaś woda z nich spływająca sprzyja powstawaniu w głębokich dolinach pastwisk wykorzystywanych przez niewielkie społeczności wędrownych pasterzy. Himalaje Małe osiągają wysokości od 1500 do 5500 m n.p.m. i przybierają kształt ostrogi, ciągnąc się od północnego zachodu ku południowemu wschodowi, a następnie skręcając na północny wschód. Kraina ta stanowi ekonomiczne i kulturalne centrum kraju. Tam też pojawia się najwięcej charakterystycznych dla tego regionu dzongów, buddyjskich klasztorów o charakterze obronnym. W południowej części Bhutanu przeważają niezbyt wysokie pasma Siwaliku, osiągające do 1500 m n.p.m. wysokości. Pasma te zbudowane są z piaskowców, podczas gdy wyższe partie górskie tworzą przede wszystkim gnejsy osadzone na warstwach zbudowanych z mik oraz łupków.
Doliny Bhutanu są zazwyczaj tworzone przez rzeki zasilane w wodę z lodowców górskich oraz deszczów monsunowych. Większość populacji kraju jest skoncentrowana w tego typu dolinach oraz niewielkich powierzchniowo nizinach. Mimo stałego rozwoju sieci dróg lądowych i modernizacji już istniejących, podróżowanie z jednej doliny do drugiej jest wciąż bardzo trudne. Przez centralną część kraju biegną południkowo Góry Czarne, przez które przebiega dział wodny rzek Sankosz i Manas-czʽu. Obecność wielu zamkniętych dolin sprzyja utrzymywaniu się na terenie kraju wielu grup o odmiennym języku i kulturze.

## Himalaje Wysokie

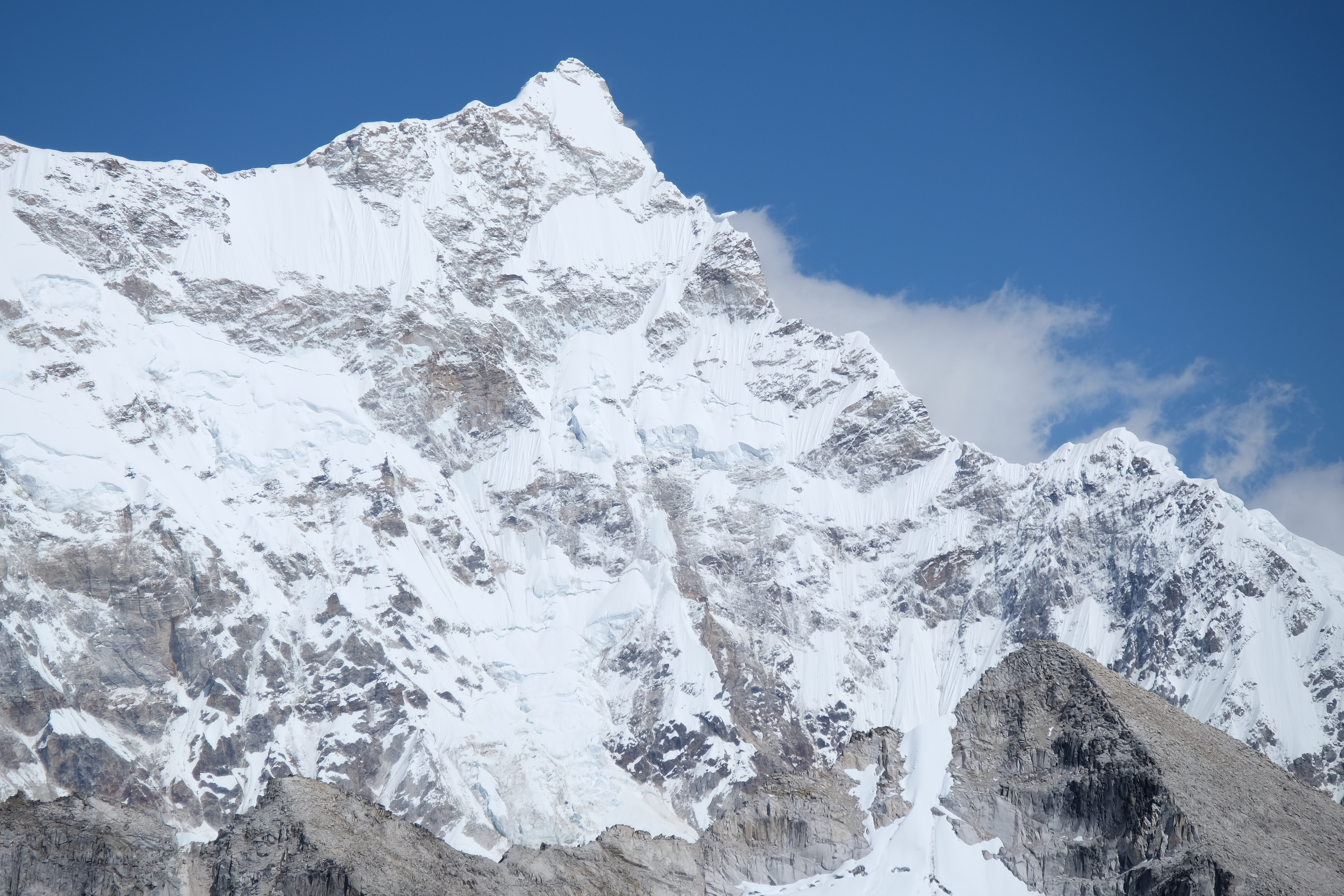
Gangkhar Puensum, najwyższy szczyt Bhutanu

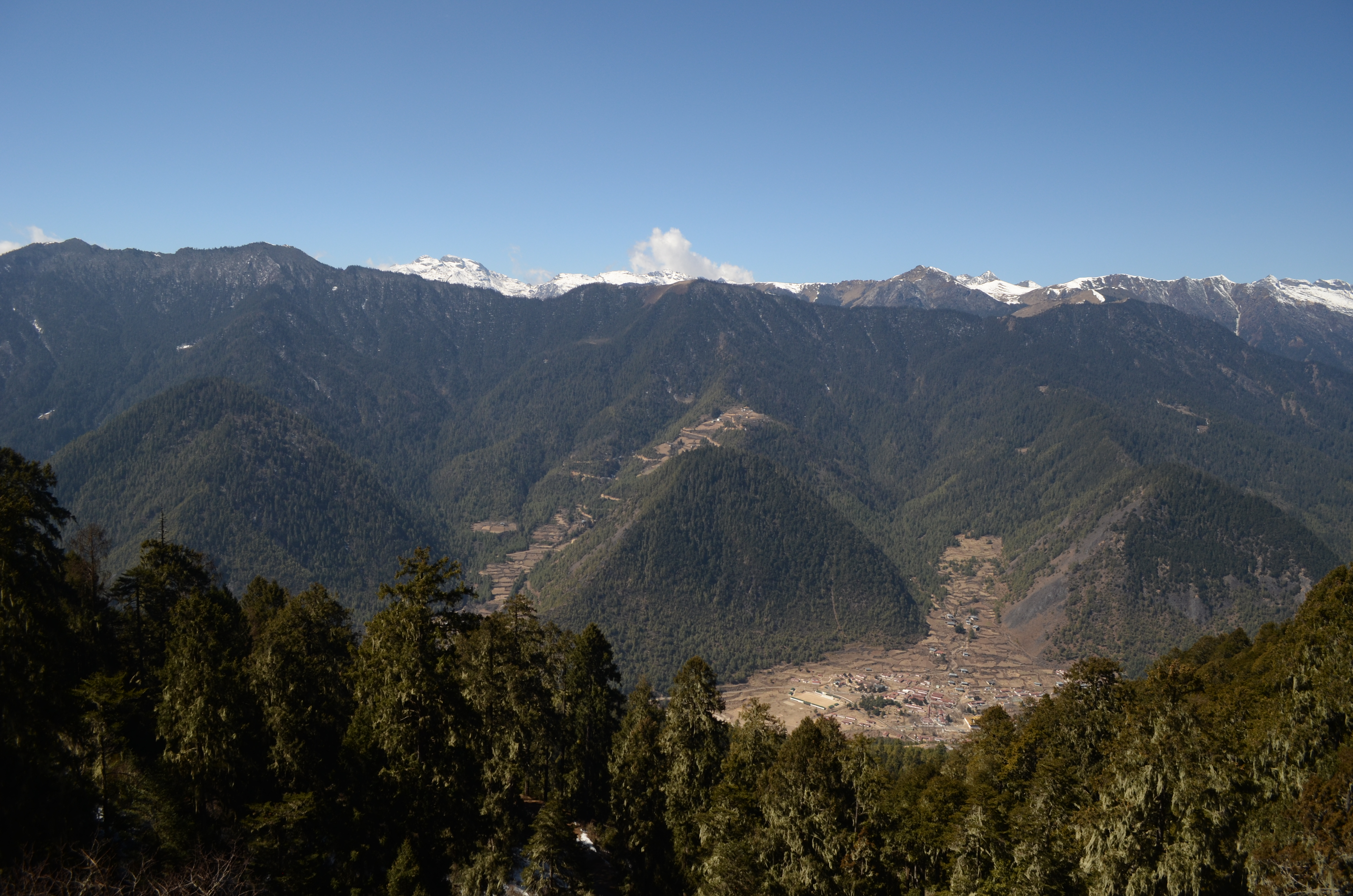
Góry w dystrykcie Ha

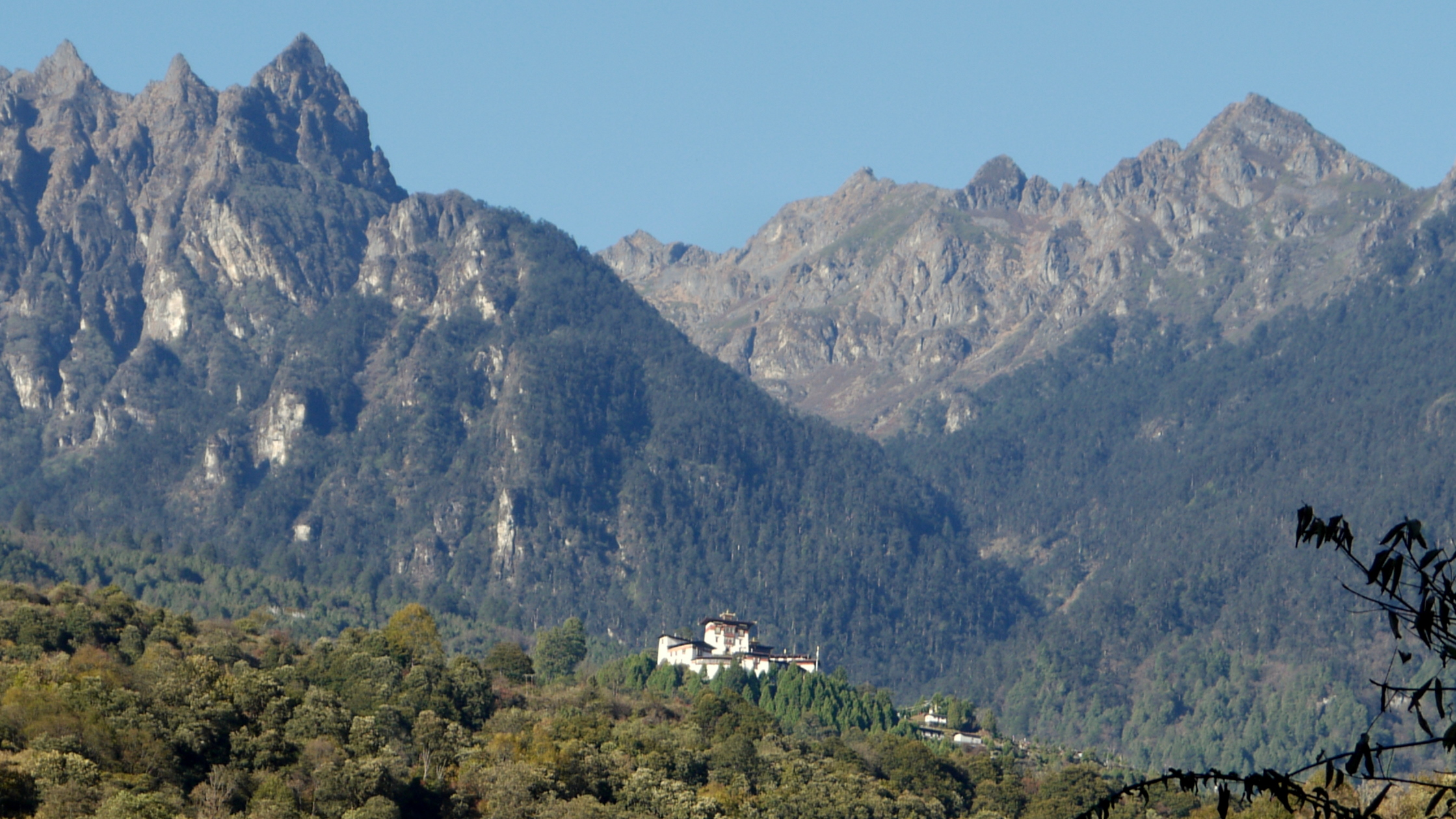
Dzong w dystrykcie Gasa

Wysokie Himalaje pokrywają północną część Bhutanu, gdzie szczyty osiągają wysokości przekraczające 7000 m n.p.m. Najwyższe pasmo ciągnie się przez dystrykty Ha, Paro i Thimphu. Częściowo obejmuje też dystrykty Gasa, Wangdü Pʽodrang, Bumtʽang oraz Lhünce. Najwyższym szczytem Bhutanu jest Gangkhar Puensum o wysokości 7570 m n.p.m. Szczyt ten jest również uznawany za najwyższą niezdobytą przez człowieka górę. Kilka wysokich szczytów, w tym Gangkhar Puensum, Kulha-kʽangri oraz Tongsganjiabu, leży na obszarze spornym pomiędzy Bhutanem a Chinami. Większość spośród pozostałych szczytów o wysokości przekraczającej 7000 m n.p.m. leży w dystrykcie Gasa.
W Wielkich Himalajach znajduje się większość spośród lodowców górskich Bhutanu. W regionie tym znajduje się w sumie 677 lodowców górskich i 2674 jezior polodowcowych. Dochodzi tam do częstych powodzi glacjalnych.

## Himalaje Małe i Siwalik
Himalaje Małe pokrywają środkową część Bhutanu i składają się z wielu mniejszych pasm. Góry Dongkya położone są na trójstyku granic Bhutanu, Chin (Tybetu) oraz Indii (stanu Sikkim). Góry Czarne przebiegają przez środek kraju i oddzielają słabo zaludnioną część zachodnią od odmiennej pod względem etnicznym części centralnej i najgęściej zaludnionej części wschodniej. W dolinach Gór Czarnych przetrwało do dziś wiele niewielkich grup etnicznych, posługujących się własnymi, specyficznymi językami, takimi jak Lakha, Nyenkha oraz 'Ole. Góry Donga znajdują się nieco na wschód od Gór Czarnych i oddzielają od siebie dorzecza rzek Raidak i Manas-czʽu. Góry Tawang stanowią natomiast wschodnią granicę Bhutanu.